# Phare de Ponta do Altar
Le phare de Ponta do Altar est un phare situé sur la Ponta do Altar dans la freguesia de Ferragudo (pt) de la municipalité de Lagoa, dans le district de Faro (Région de l'Algarve au Portugal).
Il est géré par l'autorité maritime nationale du Portugal à Oeiras (Grand Lisbonne).

## Histoire
Cette maison-phare consiste en une petite tourelle carrée supportant une lanterne rouge sur sa terrasse, en pignon d'une maison de gardien d'un étage. La maison est peinte en blanc, avec des pierres apparentes et un toit en tuile rouge. Elle est localisée sur un promontoire sur le côté est de l'entrée du port de Portimão, à environ 7 km au sud-est de Lagoa. Le phare est accessible par la route et peut se visiter le mercredi après-midi.
Juste à côté a été construite une haute tour cylindrique de télécommunication.
Identifiant : ARLHS : POR044 ; PT-475 - Amirauté : D2178 - NGA : 3644.
|                |
| Ponta do Altar |

|                                          |
| Le phare et la tour de télécommunication |

|             |
| La lanterne |

### Lien connexe
- Liste des phares du Portugal